# أحمد العلوان
أحمد العلوان لاعب كرة قدم سعودي، يلعب كمدافع في نادي الصفا.